# مدرسه عالی ملی هنرهای تزئینی
مدرسه عالی ملی هنرهای تزئینی (به فرانسوی: École nationale supérieure des arts décoratifs) که معمولاً با عنوان مختصر انساد (به فرانسوی: ÉnsAD) از آن یاد می‌شود، یک مرکز تحقیقات دولتی و آموزش عالی در شهر پاریس است.